# Hegeng
Hegeng (kinesiska: 何埂) är en köping i sydvästra Kina. Den ligger i stadsdistriktet Yongchuan i storstadsområdet Chongqing omkring 83 kilometer sydväst om det centrala stadsdistriktet Yuzhong. Antalet invånare är 38 106. Befolkningen består av 19 489 kvinnor och 18 617 män. Barn under 15 år utgör 22,0 %, vuxna 15-64 år 61 %, och äldre över 65 år 16,0 %.